# Peter Strickland (regizor)
Peter Strickland (n. 1973) este un regizor de film și scenarist britanic.

## Biografie
Strickland s-a născut în 1973 dintr-o mamă grecoaică și un tată britanic, amândoi profesori, și a crescut în Reading, Berkshire. În 1997, scurtmetrajul său Bubblegum a fost admis în competiția de la Festivalul de Film de la Berlin. El a făcut o versiune scurtă a ceea ce urma să devină Berberian Sound Studio în 2005. A trăit cea mai mare din ultimul deceniu în Europa de Est.
Primul său lungmetraj, drama rurală cu buget redus Katalin Varga, a fost finanțat dintr-o moștenire primită de la un unchi și filmat în România pe o perioadă de 17 de zile în anul 2006. Cel de-al doilea film, Berberian Sound Studio, este un thriller psihologic petrecut într-un studio italian de filme de groază din anii 1970 și îl are în rolul principal pe Toby Jones. El a fost vizionat în avanpremieră la Festivalul de Film FrightFest de la Londra din august 2012 și la Festivalul Internațional de Film de la Edinburgh din 2012, unde The Daily Telegraph l-a descris drept un „film ce iese în evidență”. Peter Bradshaw de la The Guardian a descris cel mai recent film al lui Strickland ca marcând apariția „unui producător-cheie de film britanic al generației sale”.

## Filmografie
- Bubblegum (1996, scurtmetraj)
- A Metaphysical Education (2004, scurtmetraj)
- Katalin Varga (2009)
- Berberian Sound Studio (2012)
- Björk: Biophilia Live (2014)
- The Duke of Burgundy (2014)